# Les Cayemites
Les Cayemites sont un ensemble de deux îles situées au sud du golfe de la Gonâve, à environ 35 km à l'est de la ville de Jérémie, dans le département de Grand'Anse. 
Les Cayemites ou Îles Cayimites est une commune d'Haïti située dans le département de la Grand'Anse et l'arrondissement de Corail. 
On distingue la Grande Cayemite à l'est et la Petite Cayemite à l'ouest, qui représentent une superficie totale de 51,29 km2, peuplées de 5 022 habitants(recensement par estimation de 2009). La population se répartit principalement dans trois bourgades, L'Anse à Maçon située au Sud, Pointe Sable située à l'ouest et l'Anse du Nord située au nord.
Sur l'île de la Grande Cayemite vit l'Amphisbaena caudalis qui est une espèce d'amphisbènes de la famille des Amphisbaenidae.